# Ekranoplan
Pour un article plus général, voir Avion à effet de sol.

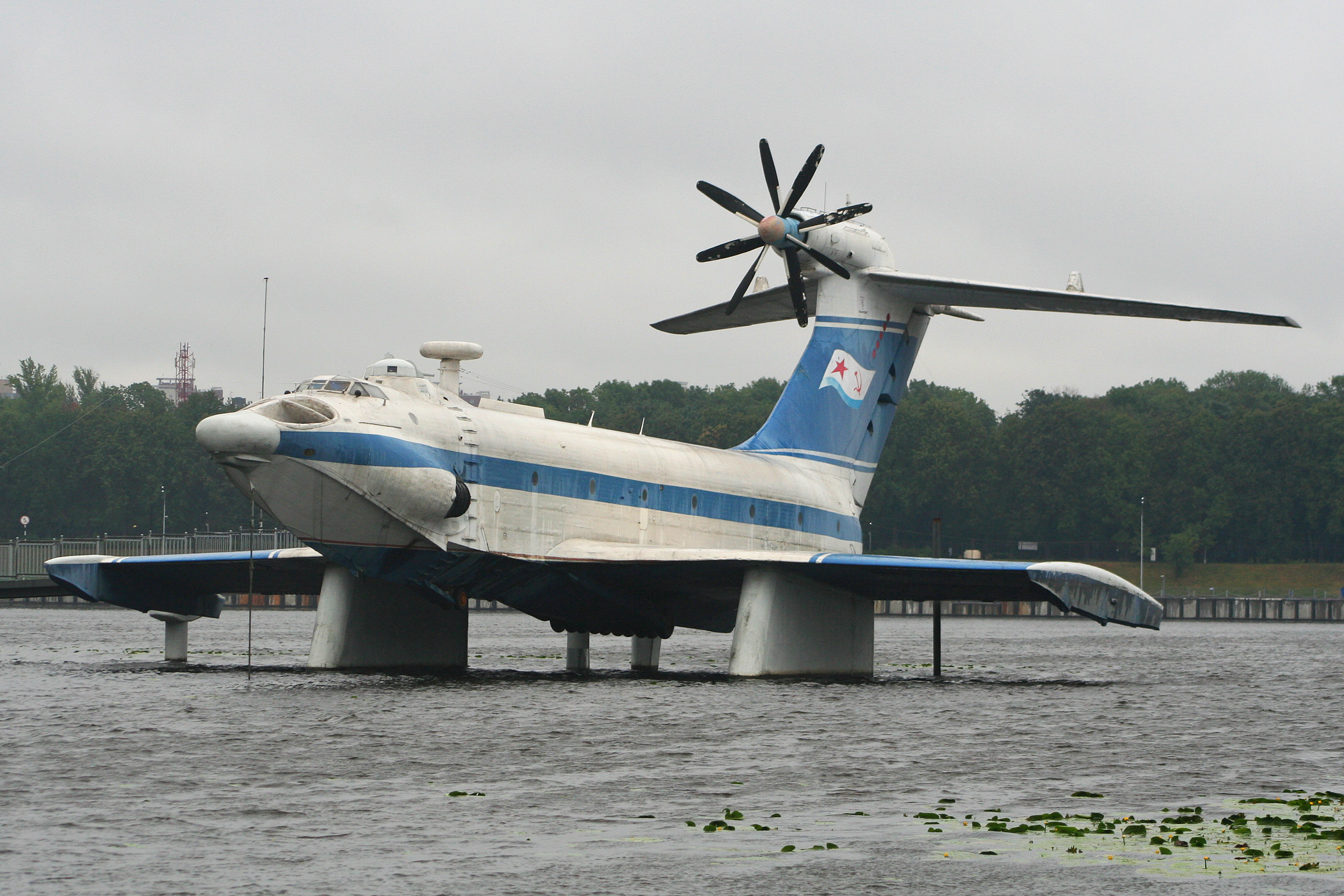
Un A-90 Orlyonok au Musée de la marine de Moscou.

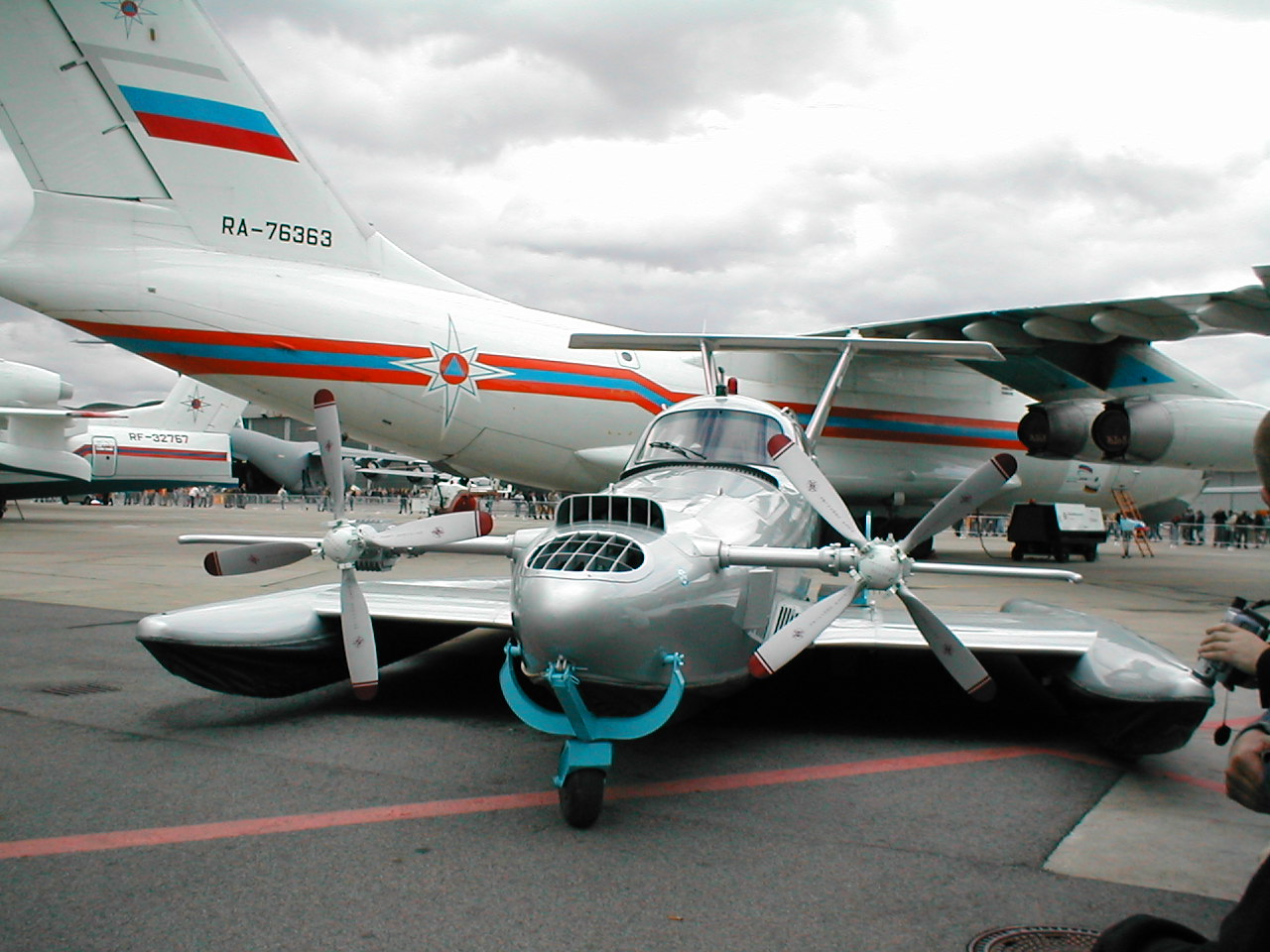
Ekranoplane léger russe Aquaglide-2.

L'ekranoplane ou ekranoplan (en russe : экранопла́н), est l'appellation russe pour un type d'avion à effet de sol inventé par le concepteur soviétique Rostislav Alekseïev dans les bureaux d’études OKB de Nijni Novgorod. En anglais, il est appelé wing-in-ground-effect vehicle (WIGE ou WIG).
Les plus connus, des modèles de grande dimension et à portance augmentée (PAR ou Power Augmented Ram) ont été conçus dès les années 1960 à la demande de la marine soviétique. Elle entraîna la construction de divers prototypes, SM-1 en 1960 (sans PAR), SM-2 en 1962 (avec PAR), jusqu'au très gros modèle KM (550 t), construit en 1966.
Le modèle A-90 Orlyonok est plus petit, 120 t, 58 m de long ; il a été construit à quatre exemplaires entre 1973 et 1980. 
Le Lun (1987) est un porte missiles antinavires. 
À partir de 1975, Alekseïev a étudié des ékranoplanes comportant des extensions d'ailes.

## Terminologie
Ekranoplan est un terme générique : « ekran veut dire écran ou sol ».
La plupart des pays (de langue anglaise et pays du nord) ont repris la transcription du nom russe ; des pays latins ont modifié ce nom : ekranoplane ou ékranoplane (France, Belgique, Suisse) ou ekranoplano (Espagne, Italie, Portugal).

## Histoire
Les ekranoplans apparaissent pendant la guerre froide. Durant cette période, les deux super-puissances, États-Unis et Union soviétique, essaient toutes sortes de technologies. Au début des années 1950, l’ingénieur soviétique Rostislav Alekseïev imagine un nouveau type d’appareil : un hydravion spécialement conçu pour voler au ras de l’eau à grande vitesse. Il demande alors des crédits, qui lui sont accordés par Nikita Khrouchtchev. Pour concevoir la meilleure forme, l’ingénieur réalise des centaines de modèles réduits d’un mètre pour les tester de manière expérimentale. Il les lance (à l’aide d’un toboggan) juste au-dessus de l’eau ; le plus stable d'entre eux est développé.
Après la construction et les essais de divers prototypes à partir de 1961, le modèle KM (каспийский монстр) est construit en 1966. Il est surnommé le « Monstre de la Caspienne » par les services secrets américains ayant repéré l'engin sur des photos satellites. L’avion fait 100 mètres de long pour 550 tonnes et est propulsé par dix moteurs à trois mètres au-dessus de l’eau. Il s’écrasera en 1980.

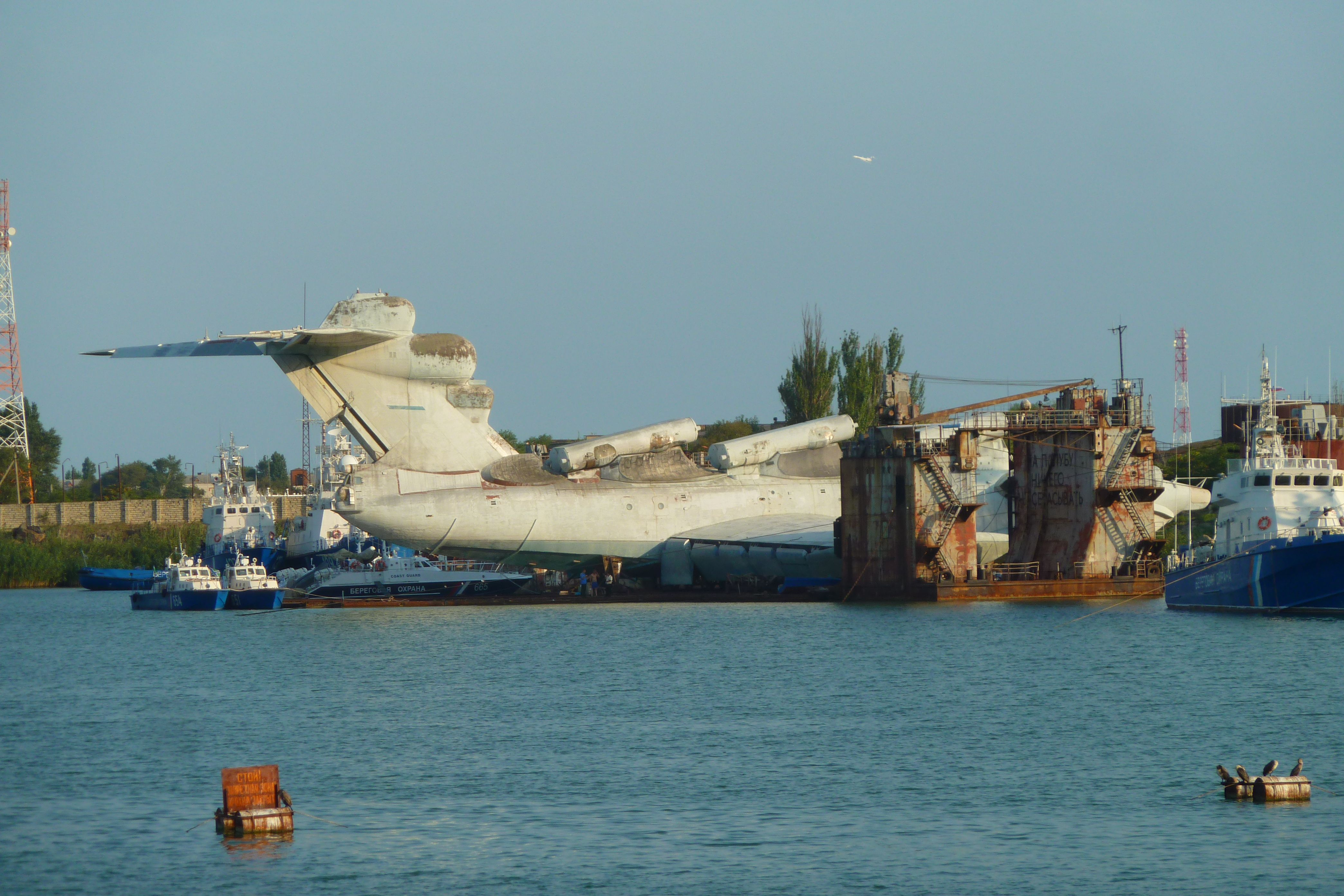
Le Lun à Kaspiisk, 2010.

En 1972, un nouvel avion est créé, l’Alekseïev A-90 Orlyonok (en russe : Орлёнок, l'Aiglon). Il fait 58 m de long et sa masse est plus faible que celle du « Monstre de la Caspienne » (125 tonnes). Il est destiné à des missions d’assaut. Il est construit à cinq exemplaires dont seulement quatre volent, le dernier en 1993. L'A-90 immatriculé S26 est conservé à Moscou, au Musée de la Marine.
En 1980, le Lun (en russe : Лунь, le busard) apparaît. Sa mission est de transporter et de lancer des missiles antinavires. Un seul exemplaire de cet appareil de 74 mètres est construit, les restrictions budgétaires subies par l’armée soviétique ayant mis un coup d’arrêt au programme.
À la suite de l’accident du sous-marin Komsomolets qui fait 42 morts, l’URSS commence à construire en 1989 le Spasatel (en russe : Спасатель, le sauveur). D'une capacité de 500 personnes, il est conçu comme un hôpital volant pour les équipages de sous-marins ou de navires. Il n'est jamais terminé et sa carcasse est encore conservée au fond d’un hangar.

## Aérodynamique
Les ekranoplans sont des hydravions à effet de sol dont la portance est augmentée par le soufflage de la voilure (PAR : power augmented ram).

### Ekranoplan de première génération
La première génération comprend les modèles développés par Rostislav Alekseïev, généralement caractérisés par un fuselage d'hydravion, une aile de faible allongement en position basse et un empennage en position haute. Les moteurs d'appoint utilisés au décollage (PAR) sont placés en amont de l'aile, sur des pods (KM, Lun) ou bien intégrés au fuselage (Orlyonok).

### Ekranoplan de seconde génération

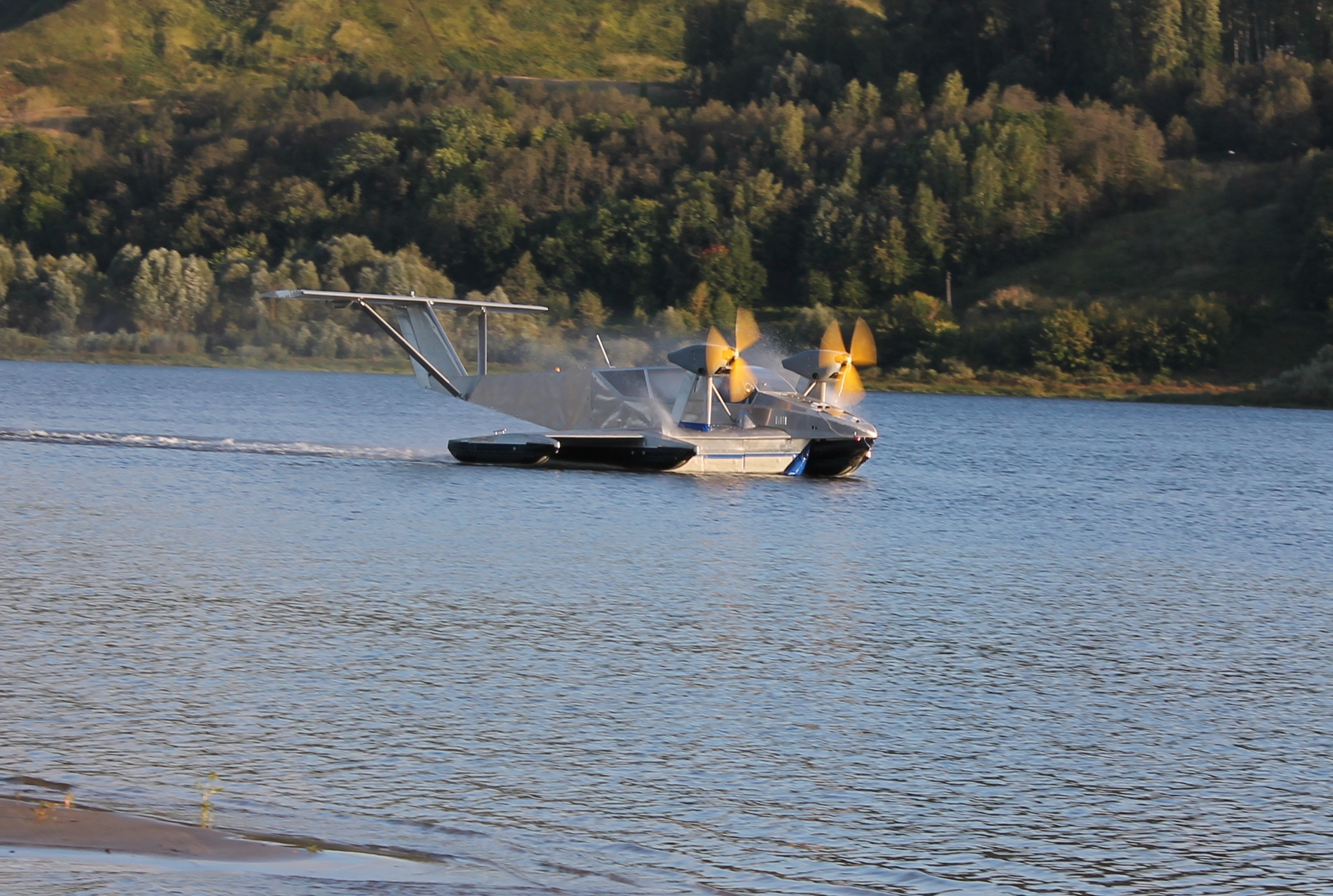
Tungus.

Le concept suivant présente une aile « composite » : une aile centrale de grande surface optimisée pour la portance à basse vitesse (coussin d'air soufflé pour le décollage) et des extensions d'ailes visant à obtenir une meilleure finesse en croisière. Le modèle russe à dix places Ivolga étudié en 1999 présente cette configuration, des ailes repliables et des hélices avancées soufflant sous la coque (configuration catamaran). Les projets russes Kulik cinq places, Baklan dix places ou Bekas pour douze à seize passagers présentent également des extensions d'ailes. 
La Chine travaille également sur ce concept PARWIG à ailes, avec le modèle six places Nanjing Angel AD606, ou les projets de MARIC comme le Swan de cent passagers[réf. nécessaire].
La société de construction navale Aeroghod (sise à Nijni-Novgorod, en Russie) expérimente depuis 2014 un modèle unique d'ekranoplane, Tungus. Si les tests sont concluants, il est envisagé de développer et de construire des véhicules de tourisme d'une capacité de 4 à 70 personnes[réf. nécessaire].

## Avantages et désavantages
À taille de coque et puissance similaires, et selon sa conception spécifique, la traînée induite par la portance est plus faible que celle d'un avion de capacité similaire, améliorerait son rendement énergétique et, jusqu'à un certain point, sa vitesse. Les avions à effet de sol sont également beaucoup plus rapides et efficients que les navires de surface de puissance similaire, car ils évitent la traînée due à l'eau.
Sur l'eau, la construction des ekranoplans, semblable à celle d'un avion, augmente le risque de dommages en cas de collision avec des objets de surface. De plus, le nombre limité de points d'évacuation rend l'évacuation du véhicule plus difficile en cas d'urgence. Selon WST, constructeur du WIG WSH-500, les ekranoplans présentent en outre l'avantage d'éviter les conflits avec les courants océaniques en les survolant.
La plupart des ekranoplans étant conçus pour fonctionner depuis l'eau, on retrouve le même problème de corrosion et de vieillissement des matériaux que pour les hydravions, ainsi que les difficultés et le coût de l'entretien du fait de l'exposition aux éléments et au climat, a moins de pouvoir atterrir, ou de pouvoir être tiré sous un hangar à sec. les accidents et les pannes moteur sont généralement moins dangereux que dans un avion terrestre, mais l'absence de contrôle d'altitude limite les possibilités du pilote pour éviter les collisions, ce qui, dans une certaine mesure, annule ces avantages. À basse altitude, les engins rapides entrent en conflit avec les navires, les bâtiments et les reliefs, qui peuvent être insuffisamment visibles par mauvais temps pour être évités. Les ekranoplans peuvent être incapables de franchir ou de virer suffisamment vite pour éviter les collisions, tandis que les manœuvres à basse altitude augmentent le risque d'entrer en contact avec des obstacles solides ou aquatiques. Les avions peuvent franchir la plupart des obstacles et des reliefs, mais les ekranoplans sont plus limités.
Par vent fort, le décollage doit se faire face au vent, ce qui entraîne l'engin sur des lignes de vagues successives, provoquant de violents coups, sollicitant l'engin et rendant le vol inconfortable. Par vent faible, les vagues peuvent être de toutes directions, ce qui peut rendre le contrôle difficile, car chaque vague provoque à la fois un tangage et un roulis. La construction plus légère des ekranoplans rend leur capacité à opérer dans des conditions de mer plus fortes inférieure à celle des navires conventionnels, mais supérieure à celle des aéroglisseurs ou des hydroptères, qui sont plus proches de la surface de l'eau.
Comme les avions conventionnels, le décollage nécessite une puissance accrue et, comme les hydravions, les véhicules à effet de sol doivent déjauger avant d'atteindre leur vitesse de vol. Une conception soignée, impliquant généralement de multiples refontes de la coque, est nécessaire pour y parvenir, ce qui augmente les coûts d'ingénierie. Cet obstacle est plus difficile à surmonter pour les ekranoplans produits en petites séries. Pour que le véhicule fonctionne, sa coque doit être suffisamment stable longitudinalement pour être contrôlable, sans toutefois l'empêcher de décoller.
Le fond du véhicule doit être formé de manière à éviter les pressions excessives à l'atterrissage et au décollage sans compromettre la stabilité latérale, et il ne doit pas créer trop d'embruns, ce qui pourrait endommager la cellule et les moteurs. Les ekranoplans russes présentent des solutions à ces problèmes, notamment l'installation de multiples bouchains sur la partie avant de la coque et à l'avant des réacteurs.
Enfin, l'utilité limitée a maintenu les niveaux de production à un niveau si bas qu'il a été impossible d'amortir suffisamment les coûts de développement pour rendre les ekranoplans compétitifs par rapport aux avions conventionnels.
Une étude de 2014 menée par des étudiants du centre de recherche Ames de la NASA affirme que l'utilisation de ekranoplans pour le transport de passagers pourrait conduire à des vols moins chers, à une accessibilité accrue et à une réduction de la pollution. 
La nécessité de développer des solutions se passant des énergies fossiles a provoqué un regain d'intérêt pour la motorisation électrique . À puissance équivalente, les moteurs électrique électriques sont plus petits et plus légers que leurs homologues thermiques, permettant de multiplier les moteurs et de diminuer la taille des hélices, avec des avantages tant au niveau de la garde au sol, que de l'écoulement autour des ailes à basse vitesse, réduisant la vitesse de décrochage. L'amélioration de l'efficacité due à l'effet de sol, permet presque de doubler l'autonomie d'un avion électrique, ce qui est et restera longtemps probablement une forte limite pour l'aviation électrique.

## Culture populaire
- Un ekranoplan russe imaginaire (mais proche de l'aspect de l'A-90 Orlyonok) surnommé « Monstre Rouge », apparait largement dans l'album n°45 des Aventures de Buck Danny, Les secrets de la mer noire, paru en 1994.
- Le film Avatar : La Voie de l'eau sorti en 2022, met en scène un ekranoplan géant futuriste servant de baleinier pour une sorte de baleine extraterrestre de la planète fictive Pandora.